# Jamaal Anderson
Jamaal Anderson (* 6. Februar 1986 in Little Rock, Arkansas) ist ein ehemaliger US-amerikanischer American-Football-Spieler. Er spielte in seiner Karriere bei den Atlanta Falcons, den Indianapolis Colts und den Cincinnati Bengals in der National Football League (NFL) auf der Position des Defensive End.

## Frühe Jahre
Anderson ging in seiner Geburtsstadt Little Rock auf die High School. Später ging er auf die University of Arkansas.

## NFL

### Atlanta Falcons
Anderson wurde im NFL-Draft 2007 von den Atlanta Falcons in der ersten Runde an achter Stelle ausgewählt. Im ersten Jahr startete er in 15 von 16 Spielen auf seiner Position. Seinen ersten Sack verzeichnete er jedoch erst im darauffolgenden Jahr im Saisonspiel gegen die Chicago Bears am 12. Oktober 2008. Zur Saison 2009 wechselte er auf die Position des Defensive Tackle. Am 29. Juli 2011 wurde er von den Falcons entlassen.

### Indianapolis Colts
Am 1. August 2011 unterschrieb er einen Vertrag bei den Indianapolis Colts. Am 25. September 2011, im Spiel gegen die Pittsburgh Steelers, schnappte er sich den Football, nach einem Fumble, der von Dwight Freeney aus der Hand von Ben Roethlisberger geschlagen wurde, und erlief so seinen ersten und einzigen Touchdown in der NFL.

### Cincinnati Bengals
Anderson unterschrieb am 23. März 2012 einen Vertrag bei den Cincinnati Bengals. Am 10. Juli 2013 wurde er entlassen.

### Chicago Bears
Am 25. Juli 2013 unterzeichnete er einen Einjahresvertrag bei den Chicago Bears. Anderson wurde jedoch noch vor der Saison, am 17. August 2013, wieder entlassen.